# Llista de mars lunars
Això és una llista de maria (planes basàltiques fosques i grans) de la Lluna. També inclou un oceanus i les característiques conegudes pels noms lacus, palus i sinus. Es va introduir el sistema modern de nomenclatura lunar el 1651 per Giovanni Battista Riccioli. El mapa de la Lluna de Riccioli va ser dibuixat per Francesco Maria Grimaldi, que té un cràter que porta el seu nom.

## MariaiOceanus
| Nom llatí            | Nom en català                | Lat.    | Long.    | Diàmetre (km) |
| -------------------- | ---------------------------- | ------- | -------- | ------------- |
| Mare Anguis          | mar del Serpent              | 22.6° N | 67.7° E  | 150           |
| Mare Australe        | Mar del sud                  | 38.9° S | 93.0° E  | 603           |
| Mare Cognitum        | Mar conegut                  | 10.0° S | 23.1° W  | 376           |
| Mare Crisium         | Mar de les Crisis            | 17.0° N | 59.1° E  | 418           |
| Mare Fecunditatis    | Mar de la Fecunditat         | 7.8° S  | 51.3° E  | 909           |
| Mare Frigoris        | Mar del Fred                 | 56.0° N | 1.4° E   | 1596          |
| Mare Humboldtianum   | Mar d'Alexander von Humboldt | 56.8° N | 81.5° E  | 273           |
| Mare Humorum         | Mar de la humitat            | 24.4° S | 38.6° W  | 389           |
| Mare Imbrium         | Mar de Neu                   | 32.8° N | 15.6° W  | 1123          |
| Mare Ingenii         | Mar de l'enginy              | 33.7° S | 163.5° E | 318           |
| Mare Insularum       | Mar de les Illes             | 7.5° N  | 30.9° W  | 513           |
| Mare Marginis        | Mar de la Vora               | 13.3° N | 86.1° E  | 420           |
| Mare Moscoviense     | Mar de Moscòvia              | 27.3° N | 147.9° E | 277           |
| Mare Nectaris        | Mar de Néctar                | 15.2° S | 35.5° E  | 333           |
| Mare Nubium          | Mar de Núvols                | 21.3° S | 16.6° W  | 715           |
| Mare Orientale       | Mar de l'Est                 | 19.4° S | 92.8° W  | 327           |
| Mare Serenitatis     | Mar de la Serenitat          | 28.0° N | 17.5° E  | 707           |
| Mare Smythii         | Mar d'Smyth                  | 1.3° N  | 87.5° E  | 373           |
| Mare Spumans         | Mar d'escuma                 | 1.1° N  | 65.1° E  | 139           |
| Mare Tranquillitatis | Mar de la Tranquil·litat     | 8.5° N  | 31.4° E  | 873           |
| Mare Undarum         | Mar d'ones                   | 6.8° N  | 68.4° E  | 243           |
| Mare Vaporum         | Mar dels Vapors              | 13.3° N | 3.6° E   | 245           |
| Oceanus Procellarum  | Oceà de les Tempestes        | 18.4° N | 57.4° W  | 2568          |

També hi havia una regió a la cara oculta que va ser identificat erròniament breument com un mare, amb el nom de Mare Desiderii (Mar dels Somnis). Ja no es reconeix. Altres maria s'inclouen:
- Mare Parvum[3] ("Mar petit"), immediatament a l'est d'Inghirami
- Mare Incognitum ("Mar desconegut")
- Mare Novum[3] ("Mar nou"), nord-est de Plutarc
- Mare Struve ("Mar d'Struve"), prop de Messala

## Lacus
Un conjunt de característiques relacionades són els lacus lunars (en singular lacus, "llac" en llatí), que són planes basàltiques més petites d'origen similar:
| Nom llatí            | Nom en català           | Lat.    | Long.    | Diàmetre (km) |
| -------------------- | ----------------------- | ------- | -------- | ------------- |
| Lacus Aestatis       | Llac de l'estiu         | 15.0° S | 69.0° W  | 90            |
| Lacus Autumni        | Llac de la tardor       | 9.9° S  | 83.9° W  | 183           |
| Lacus Bonitatis      | Llac de la bondat       | 23.2° N | 43.7° E  | 92            |
| Lacus Doloris        | Llac dels Dolors        | 17.1° N | 9.0° E   | 110           |
| Lacus Excellentiae   | Llac de l'Excel·lència  | 35.4° S | 44.0° W  | 184           |
| Lacus Felicitatis    | Llac de la felicitat    | 19.0° N | 5.0° E   | 90            |
| Lacus Gaudii         | Llac del Goig           | 16.2° N | 12.6° E  | 113           |
| Lacus Hiemalis       | Llac d'hivern           | 15.0° N | 14.0° E  | 50            |
| Lacus Lenitatis      | Llac de suavitat        | 14.0° N | 12.0° E  | 80            |
| Lacus Luxuriae       | Llac de luxe            | 19.0° N | 176.0° E | 50            |
| Lacus Mortis         | Llac de la Mort         | 45.0° N | 27.2° E  | 151           |
| Lacus Oblivionis     | Llac de l'oblit         | 21.0° S | 168.0° W | 50            |
| Lacus Odii           | Llac d'odi              | 19.0° N | 7.0° E   | 70            |
| Lacus Perseverantiae | Llac de la perseverança | 8.0° N  | 62.0° E  | 70            |
| Lacus Solitudinis    | Llac de la soledat      | 27.8° S | 104.3° E | 139           |
| Lacus Somniorum      | Llac dels somnis        | 38.0° N | 29.2° E  | 384           |
| Lacus Spei           | Llac de l'esperança     | 43.0° N | 65.0° E  | 80            |
| Lacus Temporis       | Llac del temps          | 45.9° N | 58.4° E  | 117           |
| Lacus Timoris        | Llac de la por          | 38.8° S | 27.3° W  | 117           |
| Lacus Veris          | Llac de la primavera    | 16.5° S | 86.1° W  | 396           |

## SinusiPaludes
Un conjunt de característiques relacionades són els sinus (singular sinus, "badia" en llatí) i les paludes (singular palus, "pantà" en llatí):
| Nom llatí         | Nom en català                 | Lat.    | Long.   | Diàmetre (km) |
| ----------------- | ----------------------------- | ------- | ------- | ------------- |
| Palus Epidemiarum | Pantà dels epidèmics          | 32.0° S | 28.2° W | 286           |
| Palus Putredinis  | Pantà del decaïment           | 26.5° N | 0.4° E  | 161           |
| Palus Somni       | Pantà del dormir              | 14.1° N | 45.0° E | 143           |
| Sinus Aestuum     | Badia bullent                 | 10.9° N | 8.8° W  | 290           |
| Sinus Amoris      | Badia de l'amor               | 18.1° N | 39.1° E | 130           |
| Sinus Asperitatis | Badia de la rugositat         | 3.8° S  | 27.4° E | 206           |
| Sinus Concordiae  | Badia de l'harmonia           | 10.8° N | 43.2° E | 142           |
| Sinus Fidei       | Badia de la confiança         | 18.0° N | 2.0° E  | 70            |
| Sinus Honoris     | Badia de l'honor              | 11.7° N | 18.1° E | 109           |
| Sinus Iridum      | Badia del l'arc de Sant Martí | 44.1° N | 31.5° W | 236           |
| Sinus Lunicus     | Badia de Lunik                | 31.8° N | 1.4° W  | 126           |
| Sinus Medii       | Badia del centre              | 2.4° N  | 1.7° E  | 335           |
| Sinus Roris       | Badia de rosada               | 54.0° N | 56.6° W | 202           |
| Sinus Successus   | Badia de l'èxit               | 0.9° N  | 59.0° E | 132           |

Algunes fonts inclouen Palus Nebularum ("Pantà de les boires") a 38.0° N, 1.0° E. No obstant això, la designació no ha estat reconeguda oficialment per la UAI.